# Esserval-Tartre
Esserval-Tartre är en kommun i departementet Jura i regionen Bourgogne-Franche-Comté i östra Frankrike. Kommunen ligger i kantonen Nozeroy som tillhör arrondissementet Lons-le-Saunier. År 2022 hade Esserval-Tartre 132 invånare.

## Befolkningsutveckling
Antalet invånare i kommunen Esserval-Tartre
Referens:INSEE